# Бельон Лопес, Хуан Мануэль
Хуан Мануэль Бельон Лопес (Беллон; исп. Juan Manuel Bellón López; род. 8 мая 1950, Валенсия) — шведский, ранее испанский шахматист, гроссмейстер (1978).
Многократный чемпион Испании (1969, 1971, 1974, 1977 и 1982). 
Лучшие результаты в международных турнирах: Малага (1972) — 4—5-е; Лансароте (1975) — 1—2-е; Аликанте (1975) — 2-е; Торремолинос (1975, 1978 и 1983) — 3—4-е, 1-е и 2—3-е; Монтилья (1978) — 2—5-е; Аликанте (1979) и Барселона (1981) — 1-е; Бенидорм (1982) и Медина-дель-Кампо (1983) — 1—2-е; Цюрих (1984) — 2—7-е; Барселона (1984) — 4—5-е; Торрелавега (1985) — 2—3-е места.

## Изменения рейтинга
| Графики недоступны из-за технических проблем. См. информацию на Фабрикаторе и на mediawiki.org. |